# A serpente branca
A serpente branca (em alemão: Die weiße Schlange) é um conto de fadas alemão compilado pelos Irmãos Grimm. É o conto número 17 (KHM 17). Aborda o tema, conhecido em toda a Europa, da pessoa que passa a entender a língua dos animais graças à ajuda de uma serpente, neste caso comendo a carne da serpente branca. Enquadra-se no Tipo 673 do Sistema Aarne-Thompson-Uther de classificação de contos folclóricos, e contém um episódio do Tipo 554 ("Os animais gratos").

## História
Um rei sábio recebe um prato coberto todas as noites. Um jovem criado, curioso, descobre que o prato contém uma cobra branca. Come um pedaço e constata que agora consegue entender a linguagem dos animais.
Pouco depois, o criado é acusado de roubar o anel da rainha. Ele tem um dia para provar sua inocência. Ouve um ganso reclamando de um anel preso em sua garganta. O servo agarra o ganso e corre para a cozinha, onde o cozinheiro corta o pescoço da ave e revela o anel de ouro desaparecido. O rei pede desculpas e oferece ao servo "o melhor lugar na corte que ele desejasse". Este recusa, aceitando apenas um pouco de ouro e um cavalo para conhecer o mundo.
Em sua jornada, o servo encontra vários animais em perigo: três peixes fora d'água, formigas correndo risco de serem pisoteadas e filhotes de corvos famintos em um ninho. Em cada caso, o servo atende ao chamado por ajuda, e os animais gratos respondem com "Nós nos lembraremos de você — uma boa ação merece retribuição!"
Na próxima cidade, o servo descobre que o rei anunciou que deseja casar sua filha, mas qualquer pretendente deve concordar em completar uma tarefa árdua ou ser condenado à morte. O jovem aceita o desafio. O rei lança um anel de ouro no mar e diz ao jovem para recuperá-lo. Os três peixes aparecem, carregando um marisco com o anel do rei dentro.
Mas a princesa agora exige que ele cumpra outra tarefa: recolher uma quantidade absurda de farelos de milho que ela espalhou no meio da grama. O jovem se desanima mas, ao raiar do dia seguinte, fica surpreso ao descobrir que todos os farelas estão de volta nos sacos. O rei das formigas fez todas as formigas trabalharem a noite inteira para enchê-los.
Ainda insatisfeita, a princesa manda o criado buscar uma maçã da Árvore da Vida. Este não sabe onde fica a tal árvore, mas parte mesmo assim. Após uma longa jornada, ele encontra os três filhotes de corvo, que voaram para o fim do mundo, onde fica a Árvore, e trouxeram a maçã para ele. O criado leva a maçã para a princesa e a compartilha com ela, e os dois se casam e se dão bem.